# Tuffi ai Giochi della VIII Olimpiade - Trampolino maschile
La competizione del trampolino maschile  di tuffi ai Giochi della VIII Olimpiade si tenne i giorni 16 e 17 luglio 1924 alla Piscine de Tourelles.

## Risultati

### Turno eliminatorio
Primi tre in ogni gruppo avanzarono allafinale. 12 tuffi, sei obbligatori, quattro liberi, e due scelti per sorteggio.
| Pos. | Atleta            | Nazione       | Giudici           | Giudici           | Giudici                | Giudici                | Giudici                  | Giudici                  | Giudici           | Giudici           | Giudici            | Giudici            | Punti Ordinali | Punti Totali |
| Pos. | Atleta            | Nazione       | Svezia (bandiera) | Svezia (bandiera) | Stati Uniti (bandiera) | Stati Uniti (bandiera) | Gran Bretagna (bandiera) | Gran Bretagna (bandiera) | Belgio (bandiera) | Belgio (bandiera) | Francia (bandiera) | Francia (bandiera) | Punti Ordinali | Punti Totali |
| Pos. | Atleta            | Nazione       | PT                | PO                | PT                     | PO                     | PT                       | PO                       | PT                | PO                | PT                 | PO                 | Punti Ordinali | Punti Totali |
| ---- | ----------------- | ------------- | ----------------- | ----------------- | ---------------------- | ---------------------- | ------------------------ | ------------------------ | ----------------- | ----------------- | ------------------ | ------------------ | -------------- | ------------ |
| 1    | Clarence Pinkston | Stati Uniti   | 140,0             | 1,0               | 128,0                  | 1,0                    | 131,0                    | 1,0                      | 141,0             | 1,0               | 132,0              | 1,0                | 5,0            | 672,0        |
| 2    | Dick Eve          | Australia     | 96,3              | 3,0               | 106,3                  | 2,0                    | 96,3                     | 2,0                      | 128,2             | 2,0               | 95,2               | 4,0                | 13,0           | 522,3        |
| 3    | Curt Sjöberg      | Svezia        | 113,1             | 2,0               | 94,2                   | 4,0                    | 87,1                     | 3,0                      | 124,7             | 3,0               | 103,9              | 3,0                | 15,0           | 523,0        |
| 4    | Rémi Weil         | Francia       | 94,2              | 4,0               | 94,3                   | 3,0                    | 80,9                     | 4,0                      | 116,7             | 5,0               | 111,8              | 2,0                | 18,0           | 497,9        |
| 5    | Henk Lotgering    | Paesi Bassi   | 88,5              | 5,0               | 82,6                   | 5,0                    | 78,5                     | 6,0                      | 121,0             | 4,0               | 88,6               | 5,0                | 25,0           | 459,2        |
| 6    | Eric MacDonald    | Gran Bretagna | 86,2              | 6,0               | 75,8                   | 6,0                    | 78,8                     | 5,0                      | 111,8             | 6,0               | 80,6               | 6,0                | 29,0           | 433,2        |

| Pos. | Atleta            | Nazione       | Giudici           | Giudici           | Giudici                | Giudici                | Giudici                  | Giudici                  | Giudici           | Giudici           | Giudici            | Giudici            | Punti Ordinali | Punti Totali |
| Pos. | Atleta            | Nazione       | Svezia (bandiera) | Svezia (bandiera) | Stati Uniti (bandiera) | Stati Uniti (bandiera) | Gran Bretagna (bandiera) | Gran Bretagna (bandiera) | Belgio (bandiera) | Belgio (bandiera) | Francia (bandiera) | Francia (bandiera) | Punti Ordinali | Punti Totali |
| Pos. | Atleta            | Nazione       | PT                | PO                | PT                     | PO                     | PT                       | PO                       | PT                | PO                | PT                 | PO                 | Punti Ordinali | Punti Totali |
| ---- | ----------------- | ------------- | ----------------- | ----------------- | ---------------------- | ---------------------- | ------------------------ | ------------------------ | ----------------- | ----------------- | ------------------ | ------------------ | -------------- | ------------ |
| 1    | Albert White      | Stati Uniti   | 143,2             | 1,0               | 131,3                  | 1,0                    | 132,2                    | 1,0                      | 139,1             | 1,0               | 136,1              | 1,0                | 5,0            | 681,9        |
| 2    | Adolf Hellquist   | Svezia        | 103,9             | 2,0               | 92,0                   | 2,0                    | 76,5                     | 4,0                      | 112,9             | 3,0               | 99,2               | 2,0                | 13,0           | 484,5        |
| 3    | Henk Hemsing      | Paesi Bassi   | 85,6              | 3,0               | 83,6                   | 3,0                    | 79,0                     | 2,0                      | 119,4             | 2,0               | 87,6               | 4,0                | 14,0           | 455,2        |
| 4    | Gregory Matveieff | Gran Bretagna | 81,7              | 4,0               | 70,7                   | 5,0                    | 77,2                     | 3,0                      | 110,0             | 4,0               | 74,5               | 5,0                | 21,0           | 414,1        |
| 5    | Antoine Jacob     | Francia       | 76,8              | 6,0               | 78,8                   | 4,0                    | 72,0                     | 5,0                      | 106,6             | 5,0               | 91,2               | 3,0                | 23,0           | 425,4        |
| 6    | Arthur Bischoff   | Svizzera      | 78,0              | 5,0               | 61,0                   | 6,0                    | 69,0                     | 6,0                      | 105,0             | 6,0               | 72,0               | 6,0                | 29,0           | 385,0        |

| Pos. | Atleta          | Nazione        | Giudici           | Giudici           | Giudici                | Giudici                | Giudici                  | Giudici                  | Giudici           | Giudici           | Giudici            | Giudici            | Punti Ordinali | Punti Totali |
| Pos. | Atleta          | Nazione        | Svezia (bandiera) | Svezia (bandiera) | Stati Uniti (bandiera) | Stati Uniti (bandiera) | Gran Bretagna (bandiera) | Gran Bretagna (bandiera) | Belgio (bandiera) | Belgio (bandiera) | Francia (bandiera) | Francia (bandiera) | Punti Ordinali | Punti Totali |
| Pos. | Atleta          | Nazione        | PT                | PO                | PT                     | PO                     | PT                       | PO                       | PT                | PO                | PT                 | PO                 | Punti Ordinali | Punti Totali |
| ---- | --------------- | -------------- | ----------------- | ----------------- | ---------------------- | ---------------------- | ------------------------ | ------------------------ | ----------------- | ----------------- | ------------------ | ------------------ | -------------- | ------------ |
| 1    | Pete Desjardins | Stati Uniti    | 137,1             | 1,0               | 120,2                  | 1,0                    | 129,2                    | 1,0                      | 138,2             | 1,0               | 138,1              | 1,0                | 5,0            | 662,8        |
| 2    | Edmund Lindmark | Svezia         | 117,2             | 2,0               | 102,3                  | 2,0                    | 104,2                    | 2,0                      | 122,2             | 2,0               | 111,1              | 2,0                | 10,0           | 557,0        |
| 3    | Július Baláž    | Cecoslovacchia | 92,2              | 3,0               | 88,2                   | 3,0                    | 94,7                     | 3,0                      | 115,5             | 4,0               | 97,4               | 3,0                | 16,0           | 488,0        |
| 4    | Paul Raeth      | Francia        | 89,8              | 4,0               | 80,9                   | 4,0                    | 77,9                     | 4,0                      | 116,5             | 3,0               | 90,4               | 4,0                | 19,0           | 455,5        |
| 5    | Atte Lindqvist  | Finlandia      | 71,7              | 5,0               | 67,7                   | 5,0                    | 75,5                     | 5,0                      | 105,4             | 5,0               | 78,5               | 5,0                | 25,0           | 398,8        |

### Finale
12 tuffi, sei obbligatori, quattro liberi, e due scelti per sorteggio.
| Pos.    | Atleta            | Nazione        | Giudici           | Giudici           | Giudici                | Giudici                | Giudici                  | Giudici                  | Giudici           | Giudici           | Giudici            | Giudici            | Punti Ordinali | Punti Totali |
| Pos.    | Atleta            | Nazione        | Svezia (bandiera) | Svezia (bandiera) | Stati Uniti (bandiera) | Stati Uniti (bandiera) | Gran Bretagna (bandiera) | Gran Bretagna (bandiera) | Belgio (bandiera) | Belgio (bandiera) | Francia (bandiera) | Francia (bandiera) | Punti Ordinali | Punti Totali |
| Pos.    | Atleta            | Nazione        | PT                | PO                | PT                     | PO                     | PT                       | PO                       | PT                | PO                | PT                 | PO                 | Punti Ordinali | Punti Totali |
| ------- | ----------------- | -------------- | ----------------- | ----------------- | ---------------------- | ---------------------- | ------------------------ | ------------------------ | ----------------- | ----------------- | ------------------ | ------------------ | -------------- | ------------ |
| Oro     | Albert White      | Stati Uniti    | 141,0             | 1,0               | 135,1                  | 1,0                    | 135,1                    | 1,0                      | 144,1             | 2,0               | 144,1              | 2,0                | 7,0            | 699,4        |
| Argento | Pete Desjardins   | Stati Uniti    | 134,2             | 2,0               | 129,2                  | 2,0                    | 132,3                    | 2,0                      | 150,2             | 1,0               | 147,3              | 1,0                | 8,0            | 693,2        |
| Bronzo  | Clarence Pinkston | Stati Uniti    | 131,0             | 3,0               | 126,0                  | 3,0                    | 123,0                    | 3,0                      | 143,0             | 3,0               | 130,0              | 3,0                | 15,0           | 653,0        |
| 4       | Edmund Lindmark   | Svezia         | 127,2             | 4,0               | 110,3                  | 5,0                    | 106,2                    | 4,0                      | 135,2             | 5,0               | 120,2              | 4,0                | 22,0           | 599,1        |
| 5       | Dick Eve          | Australia      | 98,5              | 7,0               | 113,2                  | 4,0                    | 105,3                    | 5,0                      | 136,1             | 4,0               | 111,2              | 6,0                | 26,0           | 564,3        |
| 6       | Adolf Hellquist   | Svezia         | 105,5             | 6,0               | 105,9                  | 6,0                    | 96,2                     | 6,0                      | 123,6             | 7,0               | 113,7              | 5,0                | 30,0           | 544,9        |
| 7       | Curt Sjöberg      | Svezia         | 117,8             | 5,0               | 105,1                  | 7,0                    | 90,4                     | 7,0                      | 119,8             | 8,0               | 105,2              | 7,0                | 34,0           | 538,3        |
| 8       | Henk Hemsing      | Paesi Bassi    | 83,6              | 9,0               | 92,8                   | 8,0                    | 89,8                     | 8,0                      | 125,2             | 6,0               | 99,4               | 8,0                | 39,0           | 490,8        |
| 9       | Július Baláž      | Cecoslovacchia | 91,2              | 8,0               | 90,8                   | 9,0                    | 83,0                     | 9,0                      | 104,5             | 9,0               | 93,6               | 9,0                | 44,0           | 463,1        |